# 弗拉尼奥·耶拉契奇
弗拉尼奥·耶拉契奇·布日姆斯基（1746年4月14日—1810年2月4日）是克罗地亚贵族家庭耶拉契奇的成员。弗拉尼奥以格伦茨步兵军官的身份开始在哈布斯堡军队服役，并与奥斯曼土耳其人作战。在法国大革命战争期间，他晋升为将军，并在费尔德基希取得了胜利。他后来的职业生涯证明了他的能力是有限的。弗拉尼奥两次在拿破仑战争中率领独立的师级部队，但战果差强人意。从1802年到去世，他一直是一个奥地利步兵团的荣誉指挥官。

## 早年生涯
耶拉契奇于1746年出生于哈布斯堡王朝克罗地亚的彼得里尼亚，1763年成为第一巴纳尔格伦茨步兵团的军官学员。他于1772年晋升上尉，1783年晋升少校。后来，耶拉契奇参加了奥土战争并晋升中校。战后，他仍在哈布斯堡王朝军队的格伦茨步兵部队服役，1794年被提升为上校。他参加了莱茵河上游的第一次反法同盟战争中的维尔茨堡战役和其他战役。1797年3月，他晋升为少将。
1799年3月23日，在福拉尔贝格州的费尔德基希战役中，耶拉契奇率领他的5,500名士兵战胜了12,000名法国人。奥地利人以900人伤亡的代价给敌人造成了3,000人的伤亡。法国人由两位未来的元帅安德烈·马塞纳和尼古拉·乌迪诺领导。由于这一非凡的壮举，他晋升中将，并被授予玛利亚·特蕾莎骑士十字勋章。他还被授予世袭男爵头衔。1802年，弗朗茨二世任命他为第62步兵团的荣誉指挥官，这一支部队是新组建的匈牙利步兵团。1801年，耶拉契奇的妻子生下了他们的儿子约西普·耶拉契奇，后者也成为将军并在1848年匈牙利革命期间支持奥地利政权。

## 拿破仑战争
1805年，耶拉契奇在乌尔姆战役期间指挥了斐迪南·卡尔·约瑟夫和卡尔·马克·冯·莱贝里希麾下的一支军队。起初他的部队负责保卫比伯拉赫河岸。10月6日左右，马克命令耶拉契奇前往乌尔姆。此时，耶拉契奇指挥16个步兵营、6个猎兵连和6个骑兵中队的15,000名士兵。法国皇帝拿破仑一世和他的大军开始包围奥地利军队。在10月8日的维尔廷根战役、10月9日的金茨堡战役和10月11日的哈斯拉赫-容金根战役期间，法军开始逼近猎物。12日，马克重组了他的军队，让耶拉契奇成为四名军团指挥官之一，其他人是约翰·西吉斯蒙德·里施、弗朗茨·冯·韦内克和卡尔·菲利普亲王。然后，他无缘无故地命令耶拉契奇通过奥克森豪森向南朝蒂罗尔进军。

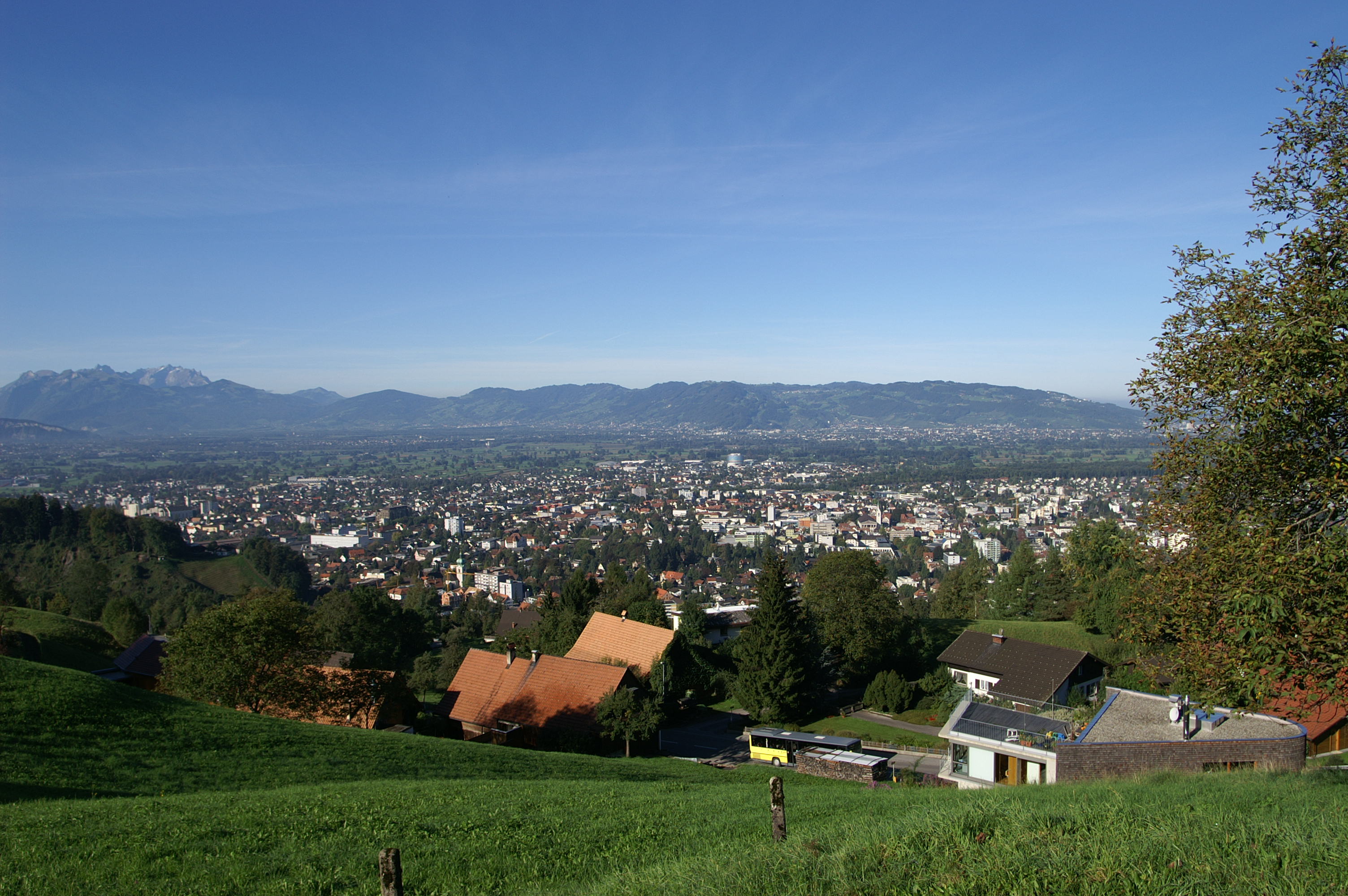
杰拉西奇的部队于1805年11月13日在多恩比恩向法军投降

耶拉契奇的部队躲过了乌尔姆之战并到达了博登湖附近的福拉尔贝格。拿破仑指派皮埃尔·奥热罗元帅和他的12,000人大军追捕耶拉契奇。在一系列的交火中，奥热罗稳步追击奥地利军队，并设法将奥军拆散。11月13日，耶拉契奇带着剩余的4,000名士兵在多恩比恩投降中向奥热罗投降。根据投降条件，奥地利人被遣返回波希米亚，并承诺一年内不与法国作战。他的一千名骑兵在克里斯蒂安·沃尔夫斯凯尔·冯·赖兴伯格少将的带领下，通过巴伐利亚进行了一次非凡的行军，安全抵达了波希米亚。维克托·罗汉亲王率领的另一部分福拉尔贝格部队试图抵达威尼斯，但没有达到目的地。罗汉在威尼托城堡向洛朗·古维翁·圣西尔和让·雷尼尔投降。耶拉契奇在战后很快就退役了。

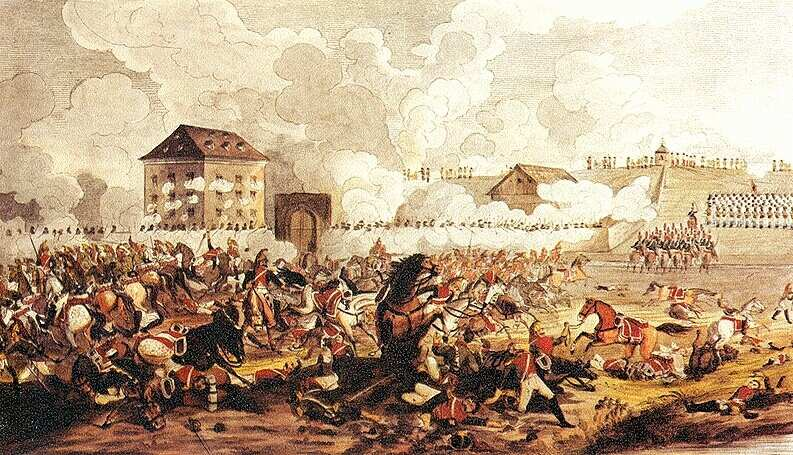
拉布之战

因第五次反法同盟爆发而回到现役的耶拉契奇在约翰·冯·希勒的第六军团指挥一个步兵师。最初，该师包括康斯坦丁·冯·埃廷斯豪森和约瑟夫·霍夫迈斯特·冯·霍芬内克领导的两个线列步兵旅。战争爆发时，霍夫迈斯特的旅被换成了卡尔·多尔迈耶·冯·普罗旺彻尔的轻步兵旅。该师从第六军团分离并被派往占领慕尼黑。1809年4月20日至22日奥地利在阿本斯贝格、兰茨胡特和埃克米尔战役中战败后，希勒迅速向东撤退，耶拉契奇奉命返回萨尔茨堡。
耶拉契奇的10,000人被分配到约翰大公的军队中。4月29日，巴伐利亚人占领了萨尔茨堡，耶拉契奇向南逃去。5月1日和4日至5日，耶拉契奇成功地守住了戈灵附近的一个山口，两次击败巴伐利亚部队。随后，耶拉契奇派普罗旺彻尔的步兵和几乎所有的骑兵加入主力军。约翰希望耶拉契奇加入他的部队，但约翰的命令措辞含糊。耶拉契奇将命令误解为要求他继续独立作战，因此一直待到5月19日。当耶拉契奇终于意识到自己的危险，向格拉茨撤退时，为时已晚。他认为他的火炮在山区用处不大，将大部分火炮发送到他的纵队前面，只保留了四门大炮。5月25日，保罗·格雷尼尔12,000至15,000人的法意军团于5月25日在莱奥本附近的圣米夏埃尔战役中赶上了耶拉契奇的师。在没有足够的炮兵和骑兵支援的情况下，耶拉契奇的9,000名士兵不堪重负，死亡423人，受伤1,137人，被俘4,963人。法军的损失只有670。历史学家君特·罗森伯格称耶拉契奇为“一个非常不幸但无能的将军”。
耶拉契奇和他的幸存士兵加入了约翰大公在匈牙利的撤退部队。在拉布战役中，他指挥了奥地利右翼的7,500名步兵。在陆军预备队的帮助下，他的士兵击退了法军的第一次进攻，但这次行动以奥地利的失败告终。耶拉契奇在瓦格拉姆战役中指挥他的师，但约翰的军队到达战场太晚，无法对结果产生任何影响。耶拉契奇于1810年2月4日在匈牙利的佐洛奥帕蒂去世。

## 引注
1. ↑  Smith, Digby & Kudrna, Leopold (compiler). napoleon-series.org Austrian Generals of 1792-1815: Franz Jellacic
2. ↑  Smith, Digby. The Napoleonic Wars Data Book. London: Greenhill, 1998. ISBN 1-85367-276-9. p 147-148
3. ↑  Phipps, Ramsay Weston. . V: The Armies Of The Rhine In Switzerland, Holland, Italy, Egypt, and The Coup D'Etat of Brumaire (1797-1799). USA: Pickle Partners Publishing. 2011: 81. ISBN 978-1-908692-28-3.
4. ↑  Chandler, David. Dictionary of the Napoleonic Wars. New York: Macmillan, 1979. ISBN 0-02-523670-9. p 214
5. ↑  Pivka, Otto von. Armies of the Napoleonic Era. New York: Taplinger Publishing, 1979. ISBN 0-8008-5471-3. p 85
6. 1 2 3  Smith, Digby & Kudrna, Leopold (compiler). napoleon-series.org Austrian Generals of 1792-1815: Franz Jellacic
7. ↑  Kagan, Frederick W. The End of the Old Order: Napoleon and Europe, 1801-1805. Cambridge, MA: Da Capo Press, 2006. ISBN 0-306-81137-5. p 387
8. ↑  Kagan, pp 392-393
9. ↑  Smith, pp 203-204
10. ↑  Kagan, pp 421-423
11. ↑  Kagan, p 440
12. 1 2  Smith, p 214
13. 1 2  The New Annual Register for the Year 1805. London, 1806. pp 229
14. ↑  Kippis, p 330
15. ↑  Bowden, Scotty & Tarbox, Charlie. Armies on the Danube 1809. Arlington, Texas: Empire Games Press, 1980. p 70
16. ↑  Arnold, James R. Crisis on the Danube. New York: Paragon House, 1990. ISBN 1-55778-137-0. p 260
17. ↑  Schneid, Frederick C. Napoleon's Italian Campaigns: 1805-1815. Westport, Conn.: Praeger Publishers, 2002. ISBN 0-275-96875-8. pp 85-86
18. 1 2  Bowden & Tarbox, p 96
19. ↑  Petre, F. Loraine. Napoleon and the Archduke Charles. New York: Hippocrene Books, (1909) 1976. p 224
20. ↑  Smith, 296 & 299
21. ↑  Petre, p 229
22. ↑  Smith, p 312
23. ↑  Schneid, pp 86-87
24. ↑  Rothenberg, Gunther E. Napoleon's Great Adversaries, The Archduke Charles and the Austrian Army, 1792–1814. Bloomington, Ind.: Indiana University Press, 1982 ISBN 0-253-33969-3. p 145
25. ↑  Bowden & Tarbox, p 122-123
26. ↑  Bowden & Tarbox, p 168